# 安德魯·塞利斯卡
安德魯·塞利斯卡（英語：Andrew Seliskar，1996年9月26日—）是一名出生於美國北卡罗来纳州的游泳運動員，曾經獲得2019年世界游泳錦標賽男子4×200米自由泳接力銅牌。

## 外部連結
- 安德魯·塞利斯卡的Instagram帳戶